# Rongères
Rongères este o comună în departamentul Allier din centrul Franței. În 1 ianuarie 2022 avea o populație de 552 de locuitori.